# Graulhet
Graulhet [ɡʁojɛ] (en occitan Graulhet [grau̯ˈʎet]) est une commune française située dans le département du Tarn en région Occitanie. Sur le plan historique et culturel, la commune est dans le Castrais, un territoire essentiellement agricole, entre la rive droite de l'Agout au sud et son affluent, le Dadou, au nord.
Exposée à un climat océanique altéré, elle est drainée par le Dadou, l'Agros, le Ruisseau d'Assou, le ruisseau d'Agouyre, le ruisseau de Lenjou, le ruisseau de Pascabasié, le ruisseau du Verdaussou et par divers autres petits cours d'eau. La commune possède un patrimoine naturel remarquable composé de quatre zones naturelles d'intérêt écologique, faunistique et floristique.
Graulhet est une commune urbaine qui compte 13 275 habitants en 2022. Elle est dans l'unité urbaine de Graulhet et fait partie de l'aire d'attraction de Graulhet. Ses habitants sont appelés les Graulhétois ou  Graulhétoises.

## Géographie

### Localisation
La ville s'est construite autour d'un îlot rocheux entre le Dadou, le ruisseau du Verdaussou, les marécages du Jourdain et de vieux ateliers de couteaux en silex préhistoriques, dans la plaine alluviale creusée d'est en ouest par le Dadou sur les premiers contreforts du Massif central. Elle se trouve au cœur du Tarn, à égale distance de Castres et d’Albi (situées à environ 30 kilomètres chacune, respectivement au sud-est et au nord-est), et à 17 kilomètres au sud-est de Gaillac.
La ville est organisée de part et d'autre de la barre oblique d'un Z que forme la rivière. Les zones industrielles liées à la tannerie se sont concentrées en aval, au nord de la cité.

### Communes limitrophes
Graulhet est limitrophe de dix autres communes.
Les communes limitrophes sont Labessière-Candeil, Briatexte, Brousse, Busque, Cabanès, Missècle, Montdragon, Moulayrès, Puybegon et Saint-Julien-du-Puy.
| Busque              | Labessière-Candeil | Montdragon          |
| Puybegon, Briatexte | Graulhet           | Saint-Julien-du-Puy |
| Cabanès             | Missècle           | Brousse, Moulayrès  |

### Géologie et relief
La superficie de la commune est de 5 675 hectares ; son altitude varie de 126  à   373 mètres.

### Hydrographie

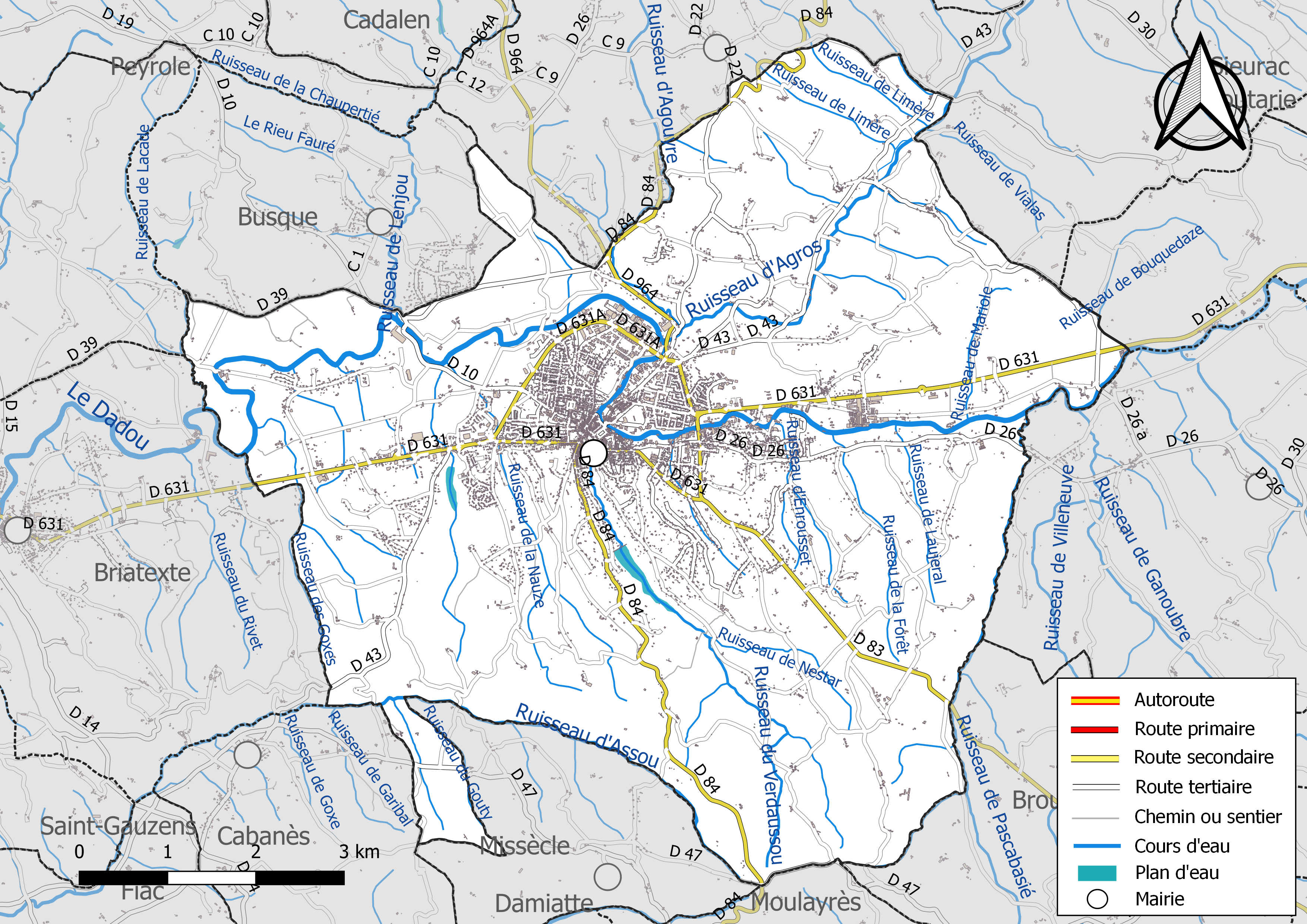
Réseaux hydrographique et routier de Graulhet.

La commune est dans le bassin de la Garonne, au sein du bassin hydrographique Adour-Garonne. Elle est drainée par le Dadou, l'Agros, le ruisseau d'Assou, le ruisseau d'Agouyre, le ruisseau de Lenjou, le ruisseau de Pascabasié, le ruisseau du Verdaussou, le ruisseau de Bouquedaze, le ruisseau de Bouvenac, le ruisseau de Jansounié, le ruisseau de Lacade, le ruisseau de la Forêt, le ruisseau de la Nauze, le ruisseau de Laujeral,, qui constituent un réseau hydrographique de 85 km de longueur totale,.
Le Dadou, d'une longueur totale de 115,8 km, prend sa source dans la commune de Saint-Salvi-de-Carcavès et s'écoule d'est en ouest. Il traverse la commune et se jette dans l'Agout à Ambres, après avoir traversé 23 communes.
L'Agros, d'une longueur totale de 19,4 km, prend sa source dans la commune de Lamillarié et s'écoule du nord-est au sud-ouest. Il traverse la commune et se jette dans le Dadou sur le territoire communal, après avoir traversé 8 communes.
Le ruisseau d'Assou, d'une longueur totale de 15,4 km, prend sa source dans la commune et s'écoule d'est en ouest. Il traverse la commune et se jette dans l'Agout à Lavaur, après avoir traversé 8 communes.

### Climat
Pour des articles plus généraux, voir Climat de l'Occitanie et Climat du Tarn.
En 2010, le climat de la commune est de type climat du Bassin du Sud-Ouest, selon une étude du Centre national de la recherche scientifique s'appuyant sur une série de données couvrant la période 1971-2000. En 2020, Météo-France publie une typologie des climats de la France métropolitaine dans laquelle la commune est exposée à un climat océanique altéré et est dans la région climatique Aquitaine, Gascogne, caractérisée par une pluviométrie abondante au printemps, modérée en automne, un faible ensoleillement au printemps, un été chaud (19,5 °C), des vents faibles, des brouillards fréquents en automne et en hiver et des orages fréquents en été (15 à 20 jours).
Pour la période 1971-2000, la température annuelle moyenne est de 13,3 °C, avec une amplitude thermique annuelle de 16,2 °C. Le cumul annuel moyen de précipitations est de 757 mm, avec 10,1 jours de précipitations en janvier et 5,3 jours en juillet. Pour la période 1991-2020, la température moyenne annuelle observée sur la station météorologique de Météo-France la plus proche, « Lavaur », sur la commune de Lavaur à 15 km à vol d'oiseau, est de 13,6 °C et le cumul annuel moyen de précipitations est de 701,8 mm. 
La température maximale relevée sur cette station est de 42,6 °C, atteinte le 23 août 2023 ; la température minimale est de −18 °C, atteinte le 17 janvier 1987,,.
Les paramètres climatiques de la commune ont été estimés pour le milieu du siècle (2041-2070) selon différents scénarios d'émission de gaz à effet de serre à partir des nouvelles projections climatiques de référence DRIAS-2020. Ils sont consultables sur un site dédié publié par Météo-France en novembre 2022.

### Milieux naturels et biodiversité
L’inventaire des zones naturelles d'intérêt écologique, faunistique et floristique (ZNIEFF) a pour objectif de réaliser une couverture des zones les plus intéressantes sur le plan écologique, essentiellement dans la perspective d’améliorer la connaissance du patrimoine naturel national et de fournir aux différents décideurs un outil d’aide à la prise en compte de l’environnement dans l’aménagement du territoire.
Trois ZNIEFF de type 1 sont recensées sur la commune :
- le « bois de la Teulière et de la Capelle » (587 ha), couvrant 5 communes du département[17] ;
- le « bois des Fontasses » (94 ha), couvrant 3 communes du département[18] ;
- les « coteaux secs du causse et de la Rougeanelle » (797 ha), couvrant 6 communes du département[19] ;

et une ZNIEFF de type 2, : 
les « coteaux de Graulhet à Lautrec » (4 965 ha), couvrant 7 communes du département.

Carte des ZNIEFF de type 1 et 2 à Graulhet.
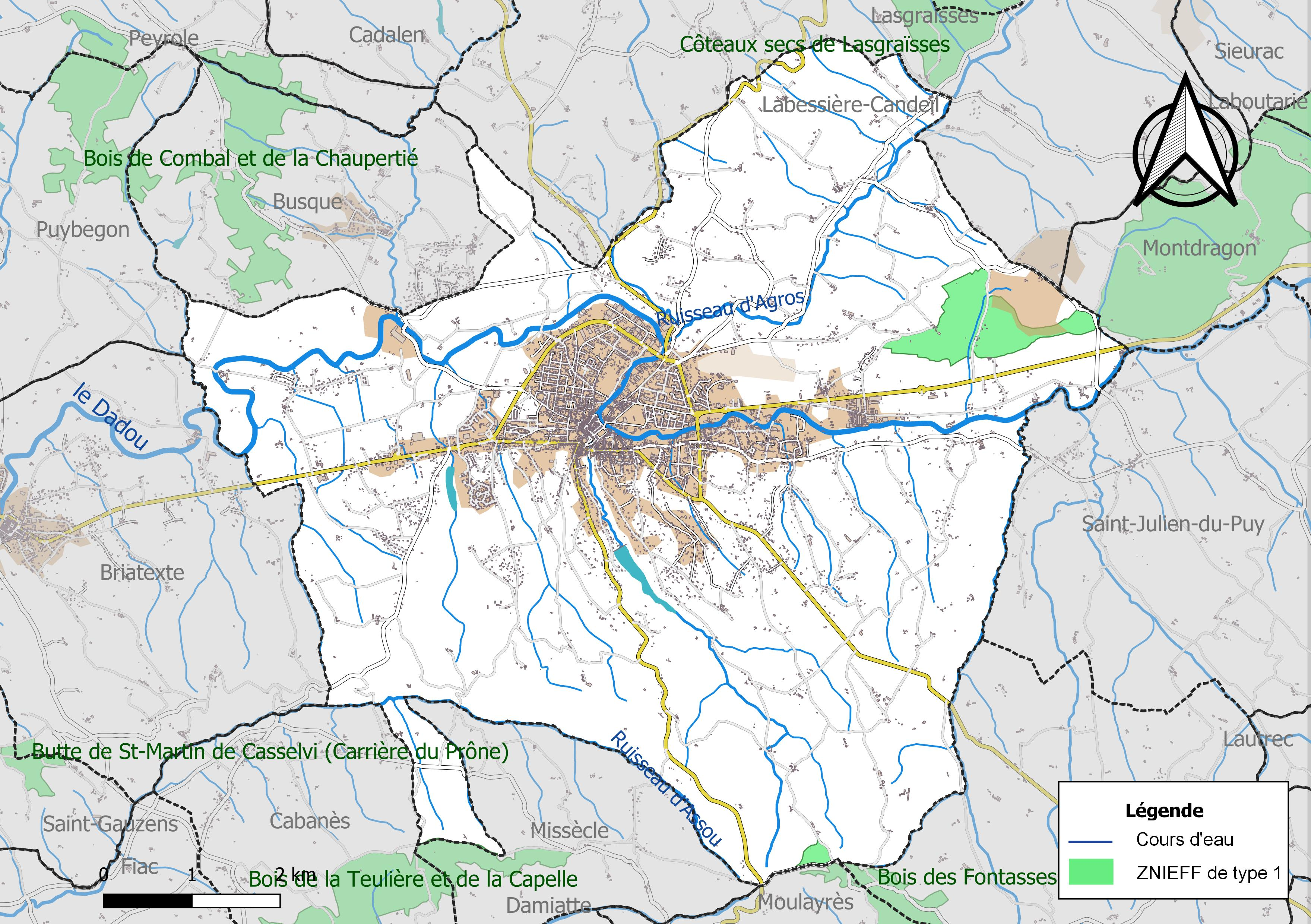
Carte des ZNIEFF de type 1 sur la commune.
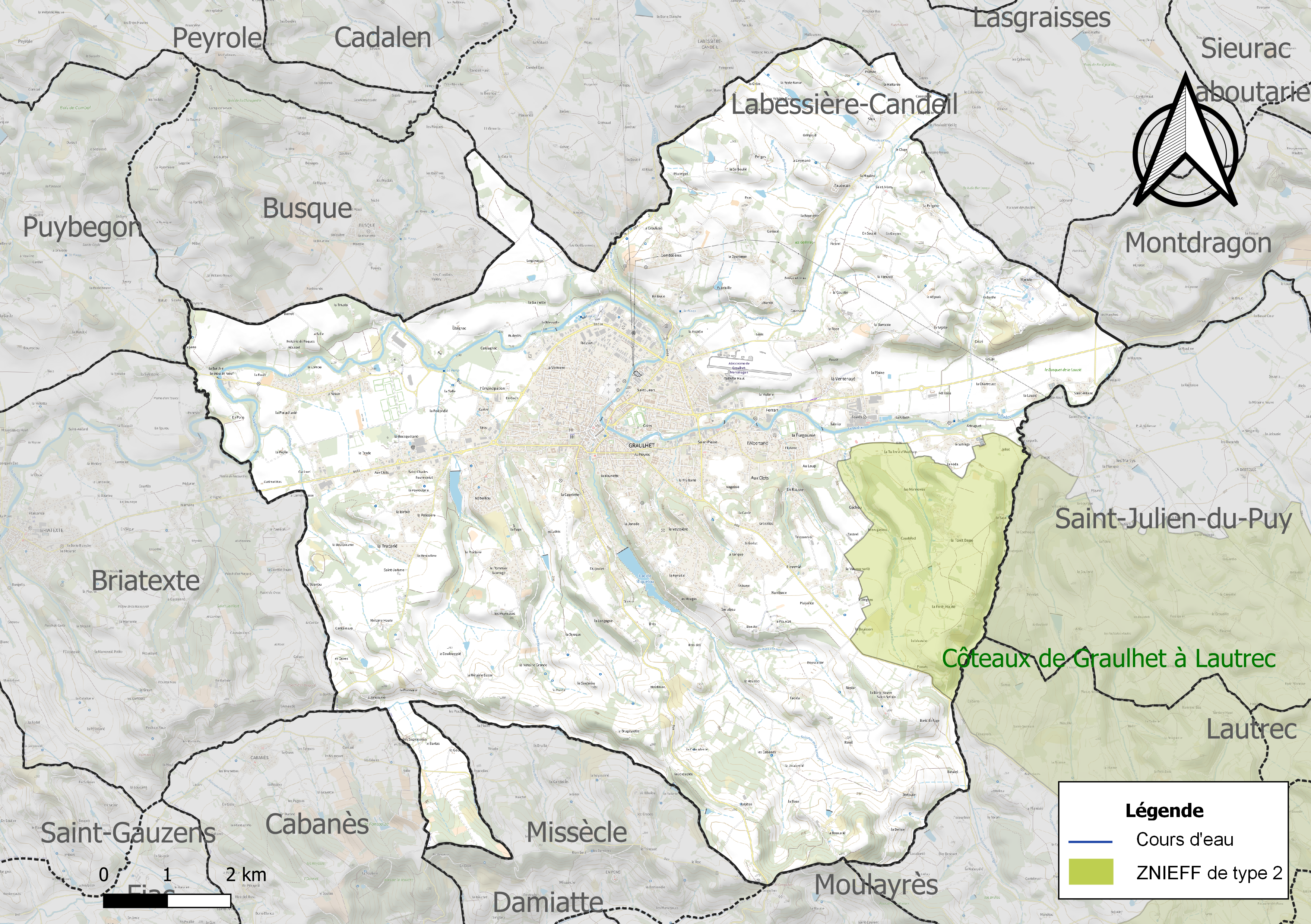
Carte de la ZNIEFF de type 2 sur la commune.

## Urbanisme

### Typologie
Au 1er janvier 2024, Graulhet est catégorisée petite ville, selon la nouvelle grille communale de densité à sept niveaux définie par l'Insee en 2022.
Elle appartient à l'unité urbaine de Graulhet, une agglomération intra-départementale regroupant deux  communes, dont elle est ville-centre,,. Par ailleurs la commune fait partie de l'aire d'attraction de Graulhet, dont elle est la commune-centre,. Cette aire, qui regroupe 7 communes, est catégorisée dans les aires de moins de 50 000 habitants,.

### Occupation des sols
L'occupation des sols de la commune, telle qu'elle ressort de la base de données européenne d’occupation biophysique des sols Corine Land Cover (CLC), est marquée par l'importance des territoires agricoles (74,1 % en 2018), en diminution par rapport à 1990 (78,7 %). La répartition détaillée en 2018 est la suivante : 
terres arables (38,7 %), zones agricoles hétérogènes (35,2 %), zones urbanisées (12,6 %), forêts (8,8 %), zones industrielles ou commerciales et réseaux de communication (2,7 %), milieux à végétation arbustive et/ou herbacée (1 %), mines, décharges et chantiers (0,8 %), cultures permanentes (0,2 %). L'évolution de l’occupation des sols de la commune et de ses infrastructures peut être observée sur les différentes représentations cartographiques du territoire : la carte de Cassini (XVIIIe siècle), la carte d'état-major (1820-1866) et les cartes ou photos aériennes de l'IGN pour la période actuelle (1950 à aujourd'hui).

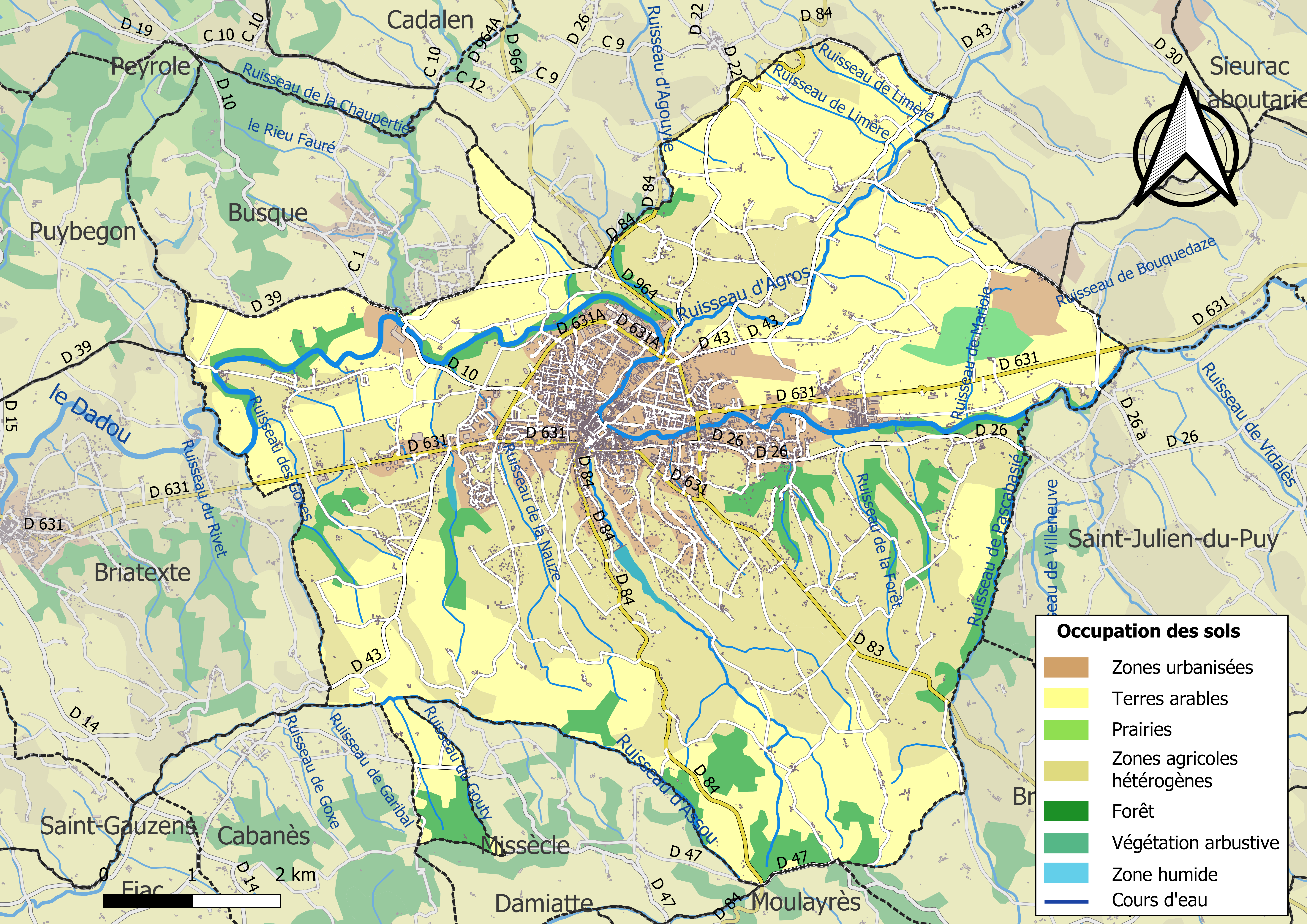
Carte des infrastructures et de l'occupation des sols de la commune en 2018 (CLC).

### Voies de communication et transports

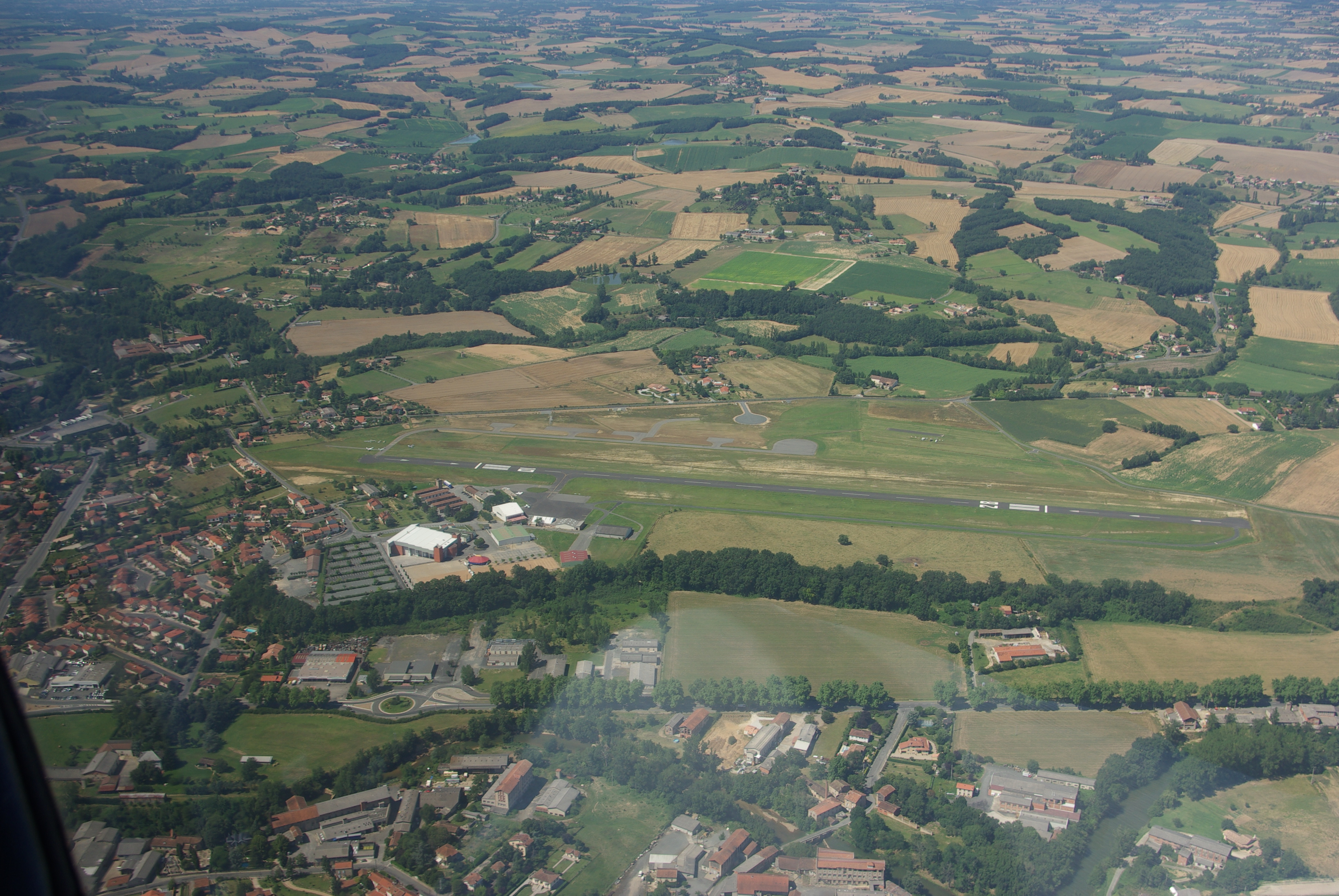
Aérodrome de Graulhet.

Du fait de sa position dans une vallée dont l'axe est parallèle à l'axe Toulouse-Albi, elle n'est pas desservie par le chemin de fer. Elle se trouve aussi, pour les mêmes raisons, un peu à l'écart de l'A68 qui relie Toulouse à Albi, bien qu'elle y soit reliée par la RD 964 à Gaillac.

#### Voies routières
Accès avec les routes nationales RN 112 devenue D 612 puis prendre la D 631, RN 664 devenue D 964 et les routes départementales D 10, D39, D 47 et D 43.

#### Transports en commun
Un service de transports en commun, géré par Gaillac Graulhet Agglomération et dénommé La Navette Gratuite, relie la commune d'est en ouest en transitant par le centre-ville.
La commune est desservie par plusieurs lignes régulières du réseau régional liO : la ligne 705 la relie à Albi et à Lavaur ; la ligne 756 la relie à Toulouse.

#### Transports aériens
L'aérodrome de Graulhet - Montdragon accueille un aéro-club de tourisme et un club de vol à voile.

### Risques majeurs
Le territoire de la commune de Graulhet est vulnérable à différents aléas naturels : météorologiques (tempête, orage, neige, grand froid, canicule ou sécheresse), inondations, feux de forêts, mouvements de terrains et séisme (sismicité très faible). Il est également exposé à un risque technologique,  le transport de matières dangereuses. Un site publié par le BRGM permet d'évaluer simplement et rapidement les risques d'un bien localisé soit par son adresse soit par le numéro de sa parcelle.

#### Risques naturels
Certaines parties du territoire communal sont susceptibles d’être affectées par le risque d’inondation par débordement de cours d'eau, notamment le Dadou, le ruisseau d'Assou et l'Agros. La cartographie des zones inondables en ex-Midi-Pyrénées réalisée dans le cadre du XIe Contrat de plan État-région, visant à informer les citoyens et les décideurs sur le risque d’inondation, est accessible sur le site de la DREAL Occitanie. La commune a été reconnue en état de catastrophe naturelle au titre des dommages causés par les inondations et coulées de boue survenues en 1982, 1988, 1990, 1992, 1994, 1995, 2003 et 2020,.
Graulhet est exposée au risque de feu de forêt du fait de la présence sur son territoire. En 2022, il n'existe pas de Plan de Prévention des Risques incendie de forêt (PPRif). Le débroussaillement aux abords des maisons constitue l’une des meilleures protections pour les particuliers contre le feu,.

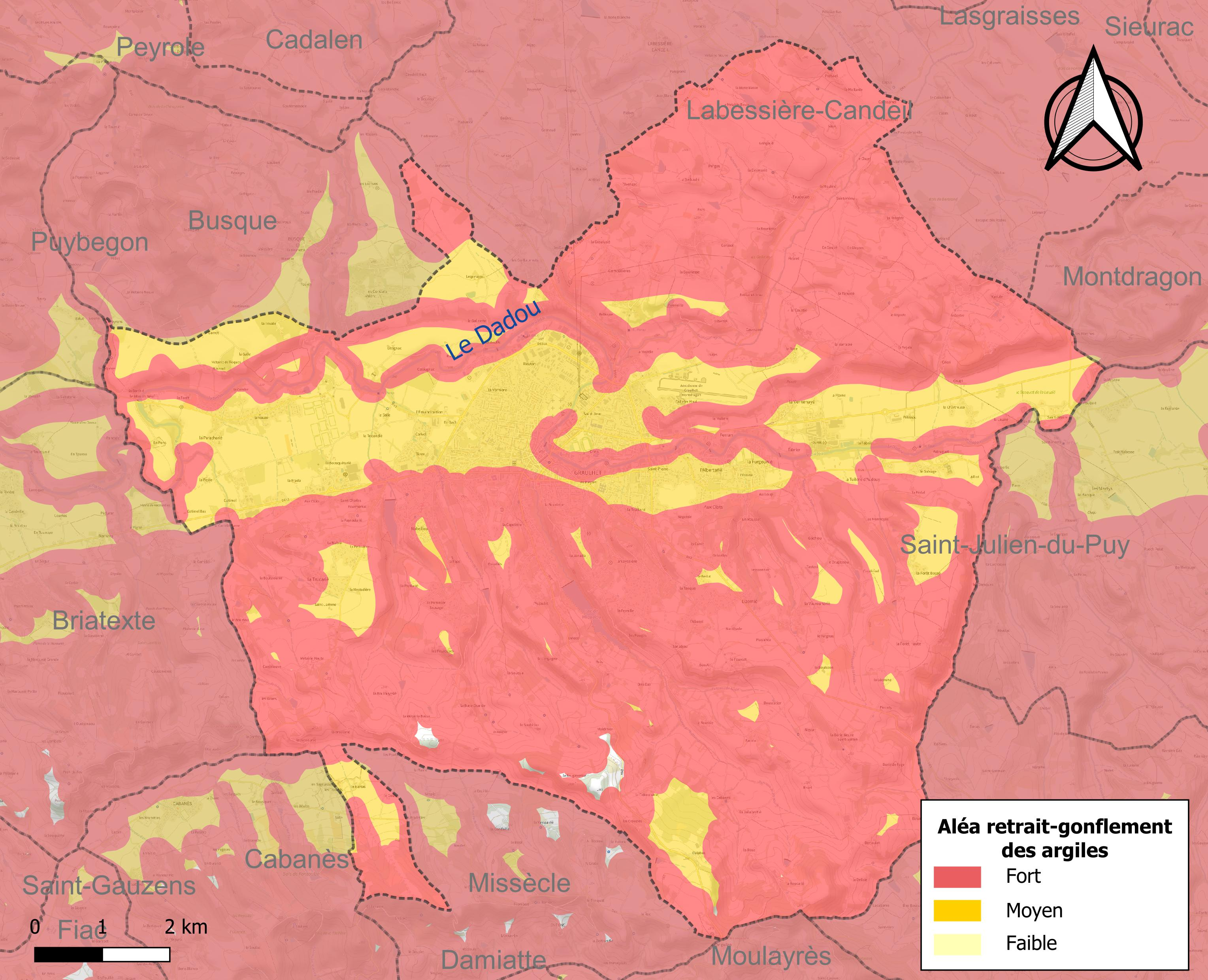
Carte des zones d'aléa retrait-gonflement des sols argileux de Graulhet.

La commune est vulnérable au risque de mouvements de terrains constitué principalement du retrait-gonflement des sols argileux. Cet aléa est susceptible d'engendrer des dommages importants aux bâtiments en cas d’alternance de périodes de sécheresse et de pluie. 99,7 % de la superficie communale est en aléa moyen ou fort (76,3 % au niveau départemental et 48,5 % au niveau national). Sur les 5 169 bâtiments dénombrés sur la commune en 2019, 5 168 sont en aléa moyen ou fort, soit 100 %, à comparer aux 90 % au niveau départemental et 54 % au niveau national. Une cartographie de l'exposition du territoire national au retrait gonflement des sols argileux est disponible sur le site du BRGM,.
Par ailleurs, afin de mieux appréhender le risque d’affaissement de terrain, l'inventaire national des cavités souterraines permet de localiser celles situées sur la commune.

#### Risques technologiques
Le risque de transport de matières dangereuses sur la commune est lié à sa traversée par des infrastructures routières ou ferroviaires importantes ou la présence d'une canalisation de transport d'hydrocarbures. Un accident se produisant sur de telles infrastructures est susceptible d’avoir des effets graves sur les biens, les personnes ou l'environnement, selon la nature du matériau transporté. Des dispositions d’urbanisme peuvent être préconisées en conséquence.

## Toponymie
La ville s'appelait Granoillet en 1188 et Granolheto en 961. C'est un diminutif du mot occitan « granolha » (grenouille, en provençal), ce que confirme le Dictionnaire provençal de Frédéric Mistral. Ce mot provient du latin ranucula qui signifie lui aussi grenouille.
Ces batraciens étaient en effet présents en grand nombre aux abords du village, en raison de la présence de lieux humides (ruisseaux et marécages).

## Histoire
L'occupation du site par l'homme est attestée par de nombreuses pièces archéologiques découvertes, datées d'environ 500 à 100 av. J.-C.. La présence romaine se manifeste entre autres par la présence d'un oppidum gallo-romain.
L'éperon rocheux qui surplombe la rivière se voit doté d'un château féodal (qui fut détruit depuis) : le castrum de Graulhet, avec une petite bourgade, est mentionnés pour la première fois en 961, dans un testament de Raymond Ier, comte de Rouergue. Le village, centré sur le château, est fortifié pour constituer une petite place-forte. En 1166, Graulhet, alors une seigneurie, passe sous le contrôle des comtes de Toulouse.
En 1484, la seigneurie passe aux mains de la maison d'Amboise, grâce au mariage de Hugues d'Amboise d'Aubijoux (grand-père de Louis d'Amboise d'Aubijoux), avec Madeleine de Lescun d'Armagnac, fille de Jean.
Au XIIIe siècle, fidèle à l'Église Catholique de Rome bien qu'en pays Cathare, la ville subit relativement peu de dommages durant la croisade contre les Albigeois et pendant les guerres de Religion, en partie grâce à la politique de Louis d'Amboise d'Aubijoux (1536-1614), seigneur et comte de Graulhet, qui en est aussi lieutenant-général. En 1583, elle devient même le siège temporaire du diocèse, en accueillant l'évêque de Castres qui s'y réfugie. La ville se trouve alors au cœur d'une zone de production et de commerce important du pastel du pays de Cocagne. Elle devient un carrefour local du transit fluvial entre la Garonne, le Tarn et l'Agout grâce à son modeste port. De cette époque sont représentatifs le château de Lézignac et son moulin pastellier, typiques de l'industrie du pastel.

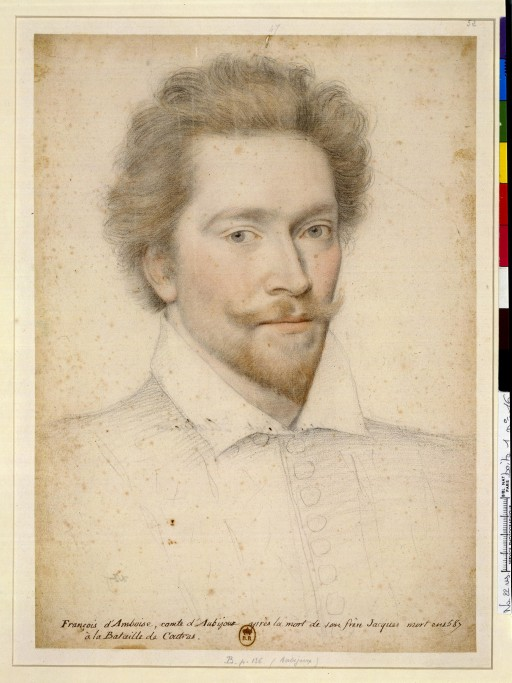
François d'Amboise, jeune comte d'Aubijoux. (Source : Banque d'images site BNF).

Au XVIIe siècle, le petit-fils de Louis d'Amboise d'Aubijoux, François-Jacques d'Amboise (1606-1656) est l'ami et le protecteur de Molière de 1647 à sa mort, alors que l'artiste commence sa carrière et vient de fuir ses créanciers parisiens. Son château de Crins accueille à la même époque des troubadours comme Chapelle et Bachaumont, au bord du Dadou. En parallèle, la ville voit se développer les activités d'artisanat autour du tannage, de la cordonnerie, chapellerie et en particulier de la mégisserie : environ le tiers de la population travaille dans ces domaines.
En 1895, la ville est enfin raccordée au réseau ferroviaire national, via une ligne à petit écartement exploitée par la Compagnie des chemins de fer à voie étroite et tramways à vapeur du Tarn en direction de Laboutarié. Une seconde ligne à destination de Lavaur est construite en 1903.
En 1909-1910, la ville connaît un important conflit social avec une grève dans les mégisseries : depuis 1881, la chambre syndicale des mégissiers a obtenu différents acquis sociaux, au prix d'une dizaine de grèves importantes en huit années. En décembre 1909, un nouveau conflit éclate sur fond de revendications salariales et de temps de travail. Les grévistes sont soutenus par Jean Jaurès, la grève dure 147 jours, mais le patronat ne lâche rien. De nombreux témoignages de ce conflit nous sont parvenus sous forme de cartes postales que vendaient les grévistes pour subsister.
En 1911 Mme Auguste Jaurès sera la 1re présidente du comité des Dames Françaises de la Croix-Rouge. Entre 1914 et 1917, deux hôpitaux seront gérés par la Croix-Rouge, à l'institution Notre-Dame-des-Vignes et à la Ferme de Nabeillou (ferme appartenant à François Morel membre du conseil général).
Après la Première Guerre mondiale, l'industrie de la maroquinerie se développe dans le sillage de la mégisserie. Cependant, la crise économique de 1929 touche durement à la fois l'industrie locale (fortement dépendante des échanges de peaux avec l'Australie, l'Argentine et l'Afrique) et la compagnie de chemin de fer. Cette dernière ferme la dernière liaison en 1937 et les voies sont entièrement démontées. Le bâtiment de la gare est détruit par un incendie le 5 mars 2012.

## Politique et administration

### Administration municipale
Le nombre d'habitants au recensement de 2011 étant compris entre 10 000 habitants et 19 999 habitants au dernier recensement, le nombre de membres du conseil municipal est de trente trois,.

### Rattachements administratifs et électoraux
Commune faisant partie de l'arrondissement de Castres, la communauté d'agglomération Gaillac Graulhet Agglo et du canton de Graulhet.

### Jumelages
La ville de Graulhet est jumelée avec :
- Prien am Chiemsee (Allemagne) depuis le 7 novembre 1971.

### Controverses

#### La braderie écologique du pré du millet
Lors de la réunion du conseil municipal au 11 mars 2021, les élus présents ont voté à l'unanimité la réalisation d’un projet d’une construction neuve d’un EHPAD en lieu et place de près du quart de la surface totale du parc, à raison de 3 680 m2 sur 13 708 m2, et entraînant de fait la destruction de plusieurs arbres bicentenaires.
Les élus comptent notamment céder ledit patrimoine commun pour 1 € et fusionner sur place l'Ehpad et l’hôpital de ville entraînant la destruction de plusieurs emplois, puis récupérer le bâtiment occupé par l'actuel hôpital.
Le tout ayant été décidé sans aucune concertation citoyenne, de nombreux habitants de la ville et sympathisants ont lancé et signé une pétition afin d'obtenir le gel du projet, face à une mairie impassible qui refuse de communiquer sur le sujet.

## Population et société

### Démographie
| 1793  | 1800  | 1806  | 1821  | 1831  | 1836  | 1841  | 1846  | 1851  |
| ----- | ----- | ----- | ----- | ----- | ----- | ----- | ----- | ----- |
| 3 607 | 3 419 | 3 889 | 4 654 | 5 097 | 5 278 | 5 167 | 5 298 | 5 425 |

| 1856  | 1861  | 1866  | 1872  | 1876  | 1881  | 1886  | 1891  | 1896  |
| ----- | ----- | ----- | ----- | ----- | ----- | ----- | ----- | ----- |
| 5 613 | 6 120 | 6 118 | 6 346 | 6 940 | 6 945 | 6 924 | 7 477 | 7 848 |

| 1901  | 1906  | 1911  | 1921  | 1926  | 1931  | 1936  | 1946  | 1954  |
| ----- | ----- | ----- | ----- | ----- | ----- | ----- | ----- | ----- |
| 7 900 | 8 377 | 7 912 | 7 351 | 7 605 | 8 566 | 8 224 | 7 602 | 8 866 |

| 1962   | 1968   | 1975   | 1982   | 1990   | 1999   | 2006   | 2011   | 2016   |
| ------ | ------ | ------ | ------ | ------ | ------ | ------ | ------ | ------ |
| 10 155 | 12 073 | 14 097 | 13 543 | 13 523 | 12 663 | 11 991 | 11 761 | 12 542 |

| 2021   | 2022   | - | - | - | - | - | - | - |
| ------ | ------ | - | - | - | - | - | - | - |
| 13 166 | 13 275 | - | - | - | - | - | - | - |

| selon la population municipale des années : | 1968 | 1975 | 1982 | 1990 | 1999 | 2006 | 2009 | 2013 |
| Rang de la commune dans le département      | 5    | 4    | 3    | 3    | 3    | 4    | 4    | 4    |
| Nombre de communes du département           | 326  | 324  | 324  | 324  | 324  | 323  | 323  | 323  |

Elle est au centre de l'aire urbaine de Graulhet qui compte 13 363 habitants.

### Enseignement
Graulhet fait partie de l'académie de Toulouse.
L'éducation est assurée sur la commune par les écoles primaires d’En Gach, de Crins, de l’Albertarié, l'école maternelle Gambetta et l'école élémentaire Victor Hugo.

### Manifestations culturelles et festivités
Médiathèque, cinéma, office de tourisme, maison des métiers du cuir, la commune compte aussi plus de 180 associations,

### Santé
Centre communal d’action sociale, foyer logement, centre hospitalier,

### Social

#### Associations caritatives
- La Croix-Rouge

Depuis 2012, elle est implantée rue des Peseignes après avoir été Place Henry Dunant.

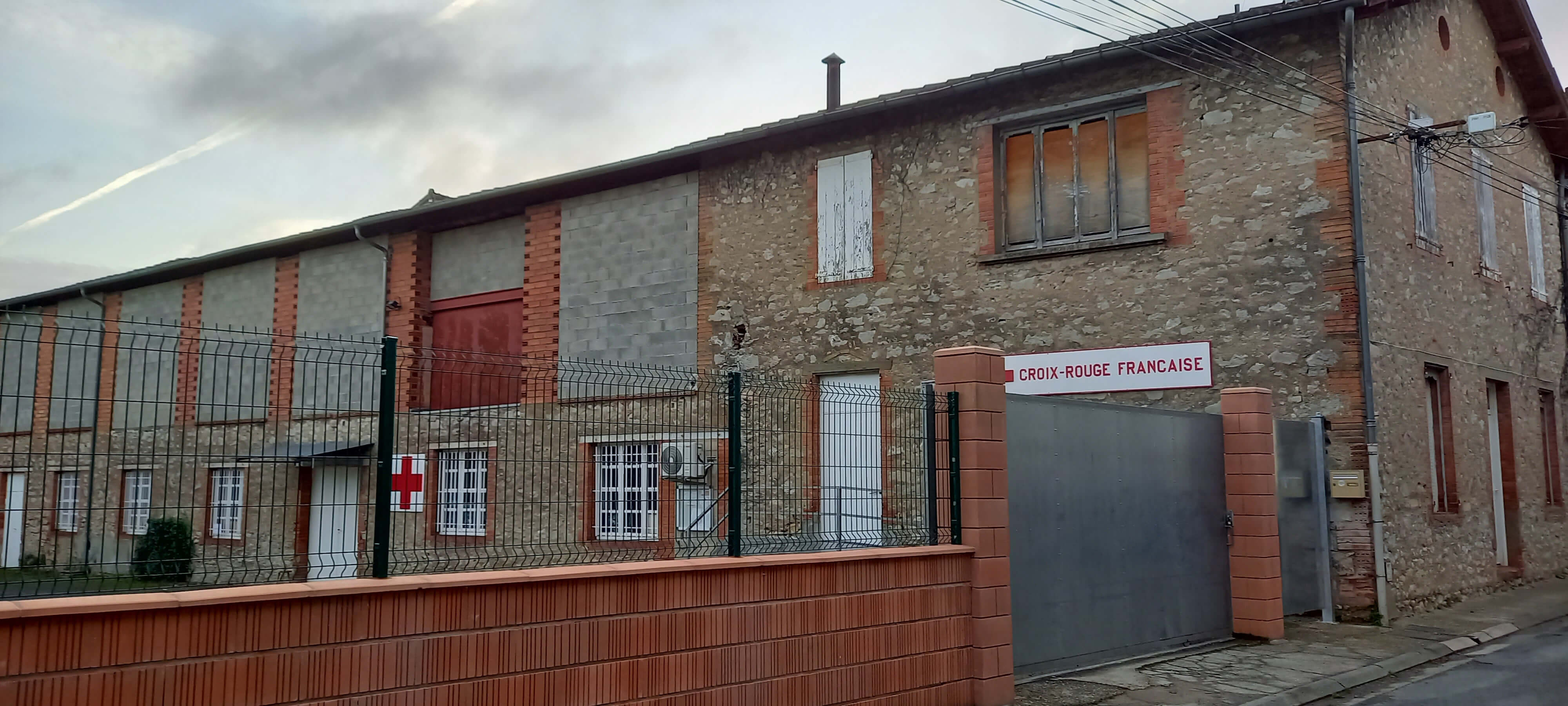
51 rue des Peseignes
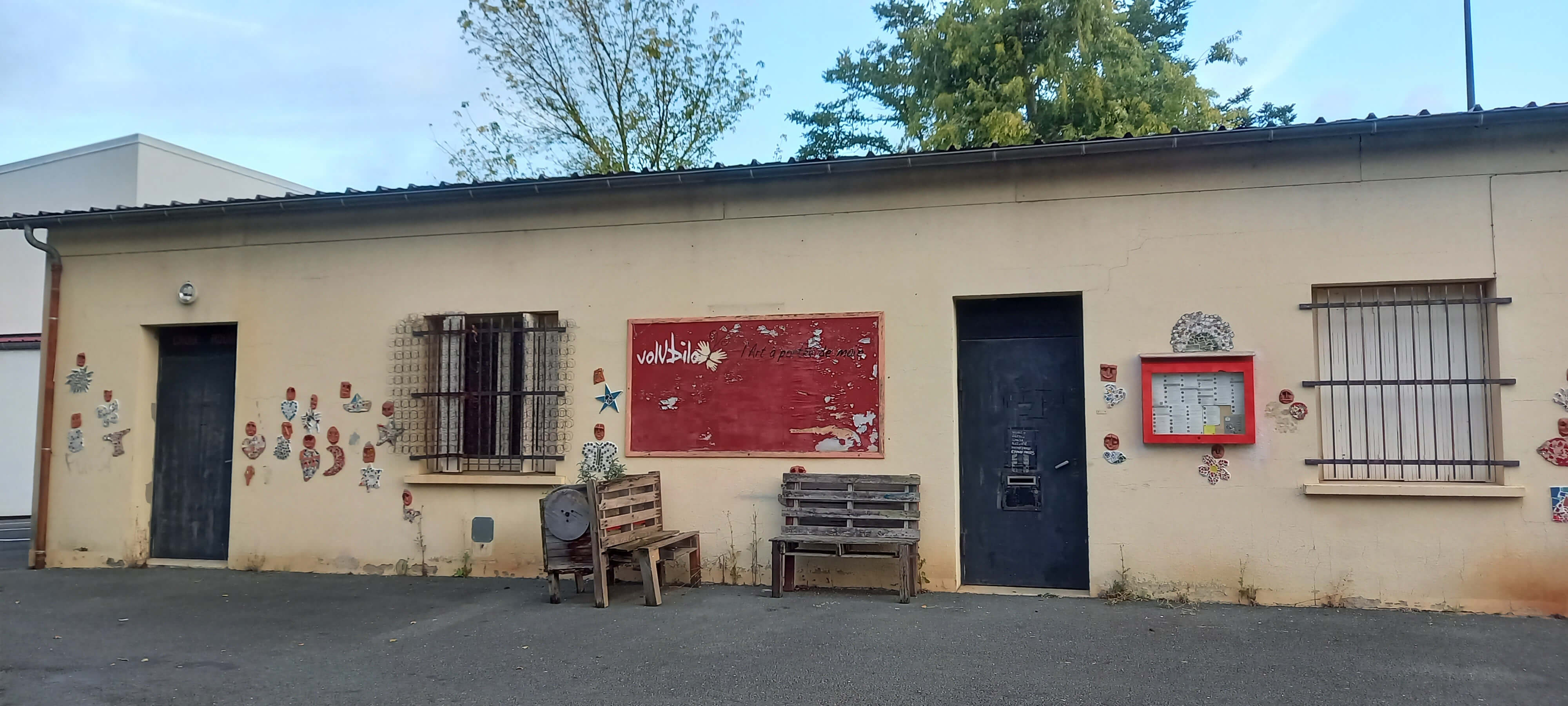
Place Henry Dunant

### Sports

#### Rugby à XV
Le rugby à XV est fortement implanté à Graulhet avec plus de 500 licenciés et une école de rugby de plus de 100 places.
Le Sporting Club Graulhetois fondé en 1910, a évolué parmi l'élite du rugby à XV français de 1949 à 1995. Le SCG évolue, de nos jours, en championnat de France au niveau amateur. Le club termine notamment premier de la saison régulière du Championnat de France en 1965 et 1968.
Le SCG est aussi resté invaincu à domicile en championnat entre novembre 1978 et septembre 1984 soit 48 matchs consécutifs.
Le SC Graulhet a été quatre fois demi-finaliste du championnat de France, finaliste du challenge Yves du manoir et enfin champion de France du groupe B en 1991.
Le SCG, était de 1976 à 1988, le club phare du Tarn devant le Castres Olympique et le Sporting club albigeois. Il a fourni plus de 20 joueurs internationaux depuis 1946 dont Yannick Jauzion et Fabien Pelous.

#### Autres
Piscine, base de loisirs de Nabeillou, espace naturel de Miquelou.

### Écologie et recyclage
La collecte et le traitement des déchets des ménages et des déchets assimilés ainsi que la protection et la mise en valeur de l'environnement se font dans le cadre de Gaillac Graulhet Agglo,.

## Économie

### Revenus
En 2018, la commune compte 5 525 ménages fiscaux, regroupant 12 371 personnes. La médiane du revenu disponible par unité de consommation est de 17 550 € (20 400 € dans le département). 30 % des ménages fiscaux sont imposés (42,8 % dans le département).
Le taux de pauvreté de la ville atteint 23,4 % en 2019 contre 14,6 % pour l'ensemble de la France, tandis qu'un quart des Graulhétois vit dans le quartier prioritaire Crins-En Gach, où la pauvreté grimpe à 43 %.

### Emploi
|                | 2008   | 2013   | 2018 |
| -------------- | ------ | ------ | ---- |
| Commune        | 10,6 % | 14,5 % | 13 % |
| Département    | 8,2 %  | 9,9 %  | 10 % |
| France entière | 8,3 %  | 10 %   | 10 % |

En 2018, la population âgée de 15 à 64 ans s'élève à 7 153 personnes, parmi lesquelles on compte 69,2 % d'actifs (56,2 % ayant un emploi et 13 % de chômeurs) et 30,8 % d'inactifs,. Depuis 2008, le taux de chômage communal (au sens du recensement) des 15-64 ans est supérieur à celui de la France et du département.
La commune est la commune-centre de l'aire d'attraction de Graulhet,. Elle compte 4 315 emplois en 2018, contre 4 327 en 2013 et 4 716 en 2008. Le nombre d'actifs ayant un emploi résidant dans la commune est de 4 078, soit un indicateur de concentration d'emploi de 105,8 % et un taux d'activité parmi les 15 ans ou plus de 47,5 %.
Sur ces 4 078 actifs de 15 ans ou plus ayant un emploi, 2 073 travaillent dans la commune, soit 51 % des habitants. Pour se rendre au travail, 86,7 % des habitants utilisent un véhicule personnel ou de fonction à quatre roues, 1,8 % les transports en commun, 8,2 % s'y rendent en deux-roues, à vélo ou à pied et 3,3 % n'ont pas besoin de transport (travail au domicile).

### Activités hors agriculture

#### Secteurs d'activités
928 établissements sont implantés  à Graulhet au 31 décembre 2019. Le tableau ci-dessous en détaille le nombre par secteur d'activité et compare les ratios avec ceux du département,.
| Secteur d'activité                                                                                        | Commune | Commune | Département |
| Secteur d'activité                                                                                        | Nombre  | %       | %           |
| --- | ------- | ------- | ----------- |
| Ensemble                                                                                                  | 928     | 100 %   | (100 %)     |
| Industrie manufacturière, industries extractives et autres                                                | 155     | 16,7 %  | (13 %)      |
| Construction                                                                                              | 134     | 14,4 %  | (12,5 %)    |
| Commerce de gros et de détail, transports, hébergement et restauration                                    | 265     | 28,6 %  | (26,7 %)    |
| Information et communication                                                                              | 13      | 1,4 %   | (2,1 %)     |
| Activités financières et d'assurance                                                                      | 48      | 5,2 %   | (3,3 %)     |
| Activités immobilières                                                                                    | 34      | 3,7 %   | (4,2 %)     |
| Activités spécialisées, scientifiques et techniques et activités de services administratifs et de soutien | 103     | 11,1 %  | (13,8 %)    |
| Administration publique, enseignement, santé humaine et action sociale                                    | 97      | 10,5 %  | (15,5 %)    |
| Autres activités de services                                                                              | 79      | 8,5 %   | (9 %)       |

Le secteur du commerce de gros et de détail, des transports, de l'hébergement et de la restauration est prépondérant sur la commune puisqu'il représente 28,6 % du nombre total d'établissements de la commune (265 sur les 928 entreprises implantées  à Graulhet), contre 26,7 % au niveau départemental.

#### Entreprises et commerces
Les cinq entreprises ayant leur siège social sur le territoire communal qui génèrent le plus de chiffre d'affaires en 2020 sont : 
- Graulhet Distribution, hypermarchés (32 806 k€)
- Jacky Massoutier Et Fils SAS, travaux de plâtrerie (11 878 k€)
- Aerotec Concept, ingénierie, études techniques (10 531 k€)
- Occitanis, traitement et élimination des déchets dangereux (9 173 k€)
- Trumpler France SARL, commerce de gros (commerce interentreprises) de produits chimiques (7 499 k€)

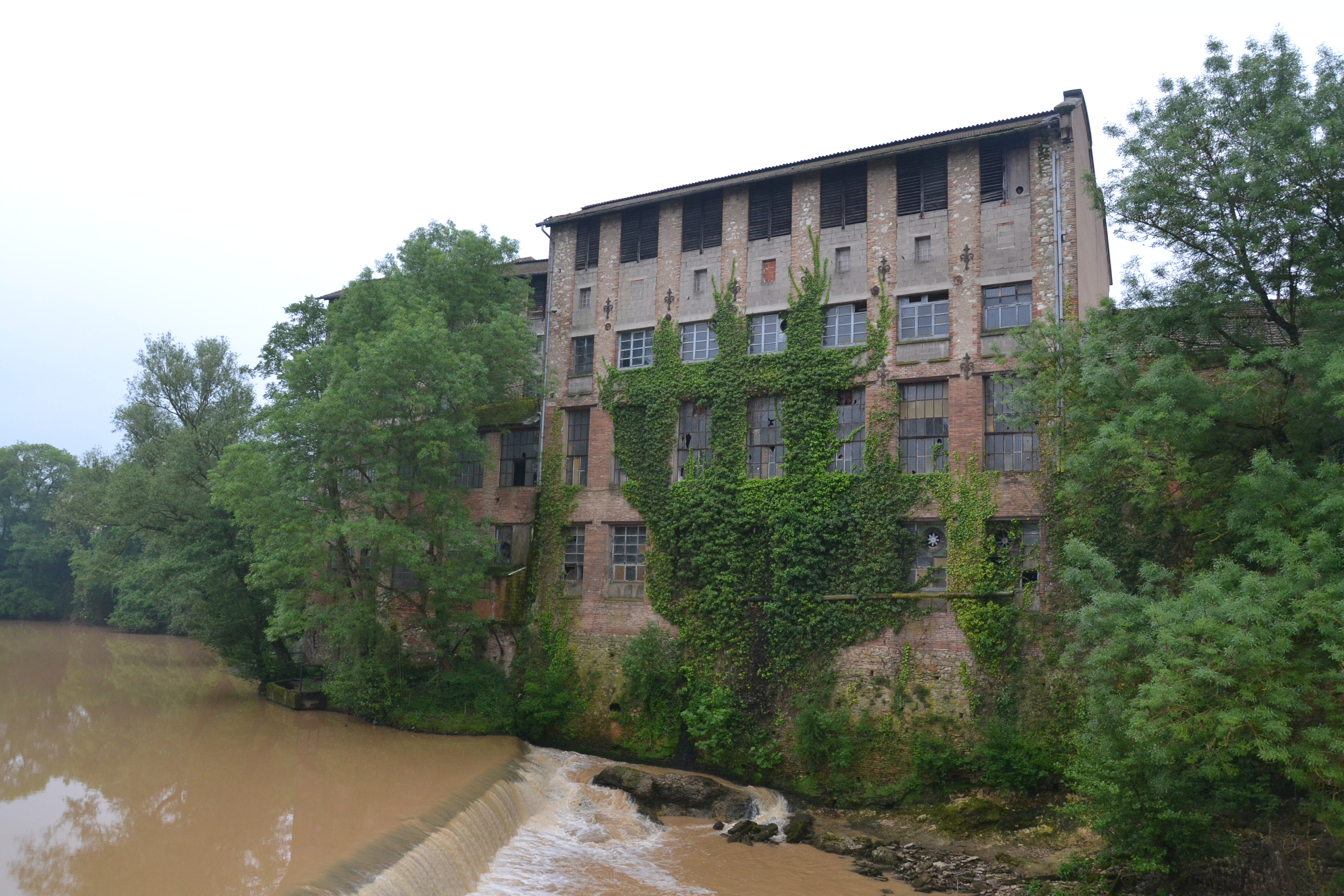
Une ancienne mégisserie, au bord du Dadou.

Avant la fin du premier millénaire, sa place était connue de très loin parce qu'elle utilisait un tanin spécial et secret : la rusca de garric ou garolha (écorce de chêne). Le cuir ainsi tanné était d'une solidité inégalée et d'un prix abordable.
Véritable culture locale depuis des siècles, le travail du cuir a fait de Graulhet la capitale de la basane, cuir essentiellement utilisé pour la doublure des chaussures. Elle reste aujourd'hui le plus grand centre français de mégisserie : le tannage de petites peaux.
Mais Graulhet s'étant construite autour de sa mono-industrie, la mégisserie, elle s'est trouvée touchée de plein fouet par une profonde crise économique de ce secteur d'activité, ce qui a affecté par ricochet l'attractivité économique et démographique de la ville. La grande majorité des usines était installée en bord de rivière Dadou qui traverse la ville. Aujourd'hui, plus de 160 friches industrielles côtoient les zones d'habitation et donnent à la ville une image marquée par le déclin économique.

### Expérimentation Territoire Zéro Chômeur de Longue Durée
La commune est confirmée bénéficiaire de l’expérimentation Territoires zéro chômeur de longue durée, opération gérée par un comité de pilotage au sein du centre social, avec pour intention de proposer des CDI sans condition, en dehors de celle d'être inscrit sur la liste des demandeurs d'emploi depuis au minimum un an et de résider depuis six mois sur la commune, à des porteurs de projets et volontaires, dès le premier trimestre 2021 (les premières embauches pourraient intervenir en mars), à temps et horaires choisis, dans des activités principalement tournées vers l'économie sociale, solidaire, et l'écologie, ainsi que tous secteurs d'activités susceptibles de répondre à des besoins, le plus souvent en carence, qui ne sont au moment du lancement d'activité, pas compensés par les professionnels locaux.

### Agriculture
La commune est dans la « plaine de l'Albigeois et du Castrais », une petite région agricole occupant le centre du département du Tarn. En 2020, l'orientation technico-économique de l'agriculture  sur la commune est la polyculture et/ou le polyélevage.
|               | 1988  | 2000  | 2010  | 2020  |
| ------------- | ----- | ----- | ----- | ----- |
| Exploitations | 138   | 71    | 67    | 45    |
| SAU (ha)      | 3 324 | 3 015 | 2 786 | 2 672 |

Le nombre d'exploitations agricoles en activité et ayant leur siège dans la commune est passé de 138 lors du recensement agricole de 1988  à 71 en 2000 puis à 67 en 2010 et enfin à 45 en 2020, soit une baisse de 67 % en 32 ans. Le même mouvement est observé à l'échelle du département qui a perdu pendant cette période 58 % de ses exploitations,. La surface agricole utilisée sur la commune a également diminué, passant de 3324 ha en 1988 à 2672 ha en 2020. Parallèlement la surface agricole utilisée moyenne par exploitation a augmenté, passant de 24 à 59 ha.
La commune de Graulhet prête une attention particulière à la préservation des parcelles de terre ayant le potentiel d'une production végétale nourricière, et de sauvegarde des écosystèmes locaux, l'obtention de permis de construire, sauf pour les porteurs de projets en relation avec ces nécessités, s'en trouve donc réfrénée, nécessité étant de protéger les sols de la bétonisation.
Du fait de son écosystème particulier et de terres agricoles assez bien préservées hors des vallons plus élevés plutôt considérés comme des terres à vigne, Graulhet ayant été construite sur d'anciens marais, et l'eau étant disponible en abondance à de faibles profondeurs (tout particulièrement dans le Sud-Est et la partie Est de la commune), a un très bon potentiel de développement pour des activités maraîchères sur sol vivant, ainsi que des productions fruitières pour des espèces relativement rares telles que l'asiminier (Asimine) particulièrement bien adapté localement, le plaqueminier (Kaki), et le kiwaï (dont la variété commerciale la plus connue est le Nergi), et même, le Kiwi jaune à cœur rouge (Wonder).
Viticulture : Gaillac (AOC), Côtes-du-tarn.

## Culture locale et patrimoine

### Lieux et monuments
- Château de Lézignac (XVIIe siècle.)
- Pont Vieux, classé monument historique. Édifié en 1244, il permettait une communication entre le bourg primitif et le nouveau quartier Saint-Jean où s'installèrent peu à peu des tanneries sur la rive droite du Dadou.
- Quartier médiéval de Panessac. La rue Panessac est une ruelle au cachet typiquement médiéval : étroite, bordée de bâtisses à pans de bois et encorbellements des XVIe et XVIIe siècles.

Autrefois des pontets reliaient certaines maisons de part et d'autre.
- Hostellerie du Lyon d'Or, belle bâtisse médiévale, classée à l'inventaire des monuments historiques. Henri de Navarre, futur Henri IV, y fit une escale gourmande. Remarquer les croix de Saint-André, typiques du XVe siècle, sur sa façade et les marques d'assemblage en chiffres romains sur les pans de bois.
- L'église Notre-Dame-du-Val-d'Amour de Graulhet, au pied de laquelle se trouve la dalle funéraire de Louis d'Amboise d'Aubijoux, classée monument historique.
- Église Saint-François de Graulhet.
- Église Notre-Dame-des-Vignes de Nabeillou.
- Église Saint-Mémy de Gaïrac de Graulhet.
- Église Saint-Pierre de Rosèdes de Roussel.
- Chapelle Saint-Roch de Graulhet.
- Chapelle Saint-Sernin de Saint-Sernin.
- L'église Saint-Pierre-des-Ports, ancienne paroisse qui était un membre de la commanderie hospitalière de Rayssac[72].
- Temple de l’Église réformée de Saint-Pierre.
- Maison des Métiers du cuir : visite d'une ancienne mégisserie, les différentes étapes de la transformation du cuir, de la peau aux objets fabriqués en cuir.
- Médiathèque Marguerite-Yourcenar, ancienne mégisserie entièrement rénovée, témoin d'un fort passé industriel et d'un avenir tourné vers le réaménagement de cette ville.
- Moulin du seigneur XIVe siècle : ancien moulin sur le Dadou, transformé en mégisserie, détruit à la suite d'un incendie en juillet 2010.
- Château de Crins XVIe siècle : ancien château des comtes d'Aubijoux, partiellement démoli pour être transformé en école.
- Souterrain au lieu-dit la Métairie basse. Creusé sur le flanc nord d'un éperon de confluence, le souterrain est mentionné à 200 m d'une élévation, qui rappelle une vaste motte[73].

### Personnalités liées à la commune
- Louis d'Amboise d'Aubijoux (1536-1614) : seigneur d'Aubijoux et de Graulhet, mort à Graulhet.
- François-Jacques d'Amboise (1606-1656) : petit-fils du précédent, seigneur de Graulhet, mort à Graulhet.
- Antoine Touron (1686-1775) : dominicain et historien né à Graulhet.
- Jean-François Barthès (1790-1861) : prêtre né à Graulhet.
- Benjamin Jaurès (1823-1889) : officier de la marine française, inhumé à Graulhet.
- Jean-Pierre Abrial (1836-1894) : homme politique né à Graulhet.
- Charles Poulié (1845-1914) : homme politique né et mort à Graulhet.
- Élie Colin (1852-1932) : père jésuite et astronome né à Graulhet.
- François Morel (1871-1938) : homme politique né à Graulhet.
- Clément Roques (1880-1964) : cardinal français, archevêque de Rennes, né à Graulhet.
- Marthe Condat (1886-1939) : première femme agrégée de médecine en France en 1923 ainsi que première femme titulaire d'une chaire de médecine en 1932, née à Graulhet.
- Noël Pélissou (1887-1966) : résistant français et maire de Graulhet.
- Marcel Batigne (1911-1990) : joueur de rugby né à Graulhet. Dirigeant de la FFR de 1966 à 1968 puis de la FIRA de 1968 à 1989.
- Lucien Pélissou (1920-2007) : résistant français né à Graulhet.
- Gabriel Berthomieu (1924-1997) : joueur de rugby né à Graulhet.
- Robert Vergnes (1927-2004) : explorateur né à Graulhet.
- Pierre-Max Dubois (1930-1995) : compositeur français né à Graulhet.
- Raymond Fau (1936-2021) : auteur-compositeur et animateur des scouts né à Graulhet.
- Jacques Gasc (1949-2025) : joueur de rugby à XV né à Graulhet.
- Frédéric Luz (1964-): écrivain, héraldiste.

### Héraldique
| Blason de Graulhet | « Parti d'argent à l'épi de blé de sinople et d'azur au marteau de cordonnier d'or (symboles de l'agriculture et de l'industrie du cuir). » |